# ستيف كيس
ستيف كيس (مواليد 21 أغسطس 1958) هو رائد أعمال ومستثمر ورجل أعمال أمريكي عرف بكونه الرئيس التنفيذي السابق ورئيس شركة أمريكا أون لاين (AOL) العالمية لخدمات الإنترنت والإعلام التابعة لشركة تايم وارنر. كما كان سفيرا رئاسيا في ريادة الأعمال العالمية (PAGE) وعضوًا في مجلس باراك أوباما للوظائف التنافسية. كما عمل في المجلس الاستشاري الوطني للابتكار وريادة الأعمال (NACIE). وكان رئيسًا لـ UP Global، وهي منظمة غير ربحية ركزت على تشجيع ريادية المجتمعات القوية، والتي حصلت عليها Techstars حديثًا.
انضم كيس إلى شركة "كوانتوم كمبيوتر سيرفيسز"، التي حولها فيما بعد إلى الشركة الرائدة أمريكا أون لاين، كنائب رئيس التسويق ثم أصبح رئيسًا تنفيذيًا للشركة (بعد تغيير اسمها إلى AOL) في عام 1991. منذ تقاعده كرئيس لشركة تايم وارنر أون لاين عام 2003، استمر كيس في الاستثمار في الشركات الناشئة والنامية من خلال شركته Revolution LLC الاستثمارية التي تتخذ من واشنطن العاصمة مقراً لها. لتوثيق نجاحه ألف كيس كتابا تحت عنوان الموجة الثالثة: رؤية رائد أعمال للمستقبل الذي أصبح أكثر الكتب مبيعاً في نيويورك تايمز في عام 2016. في 16 مايو 2017، أعطى كيس ندوة بعنوان «بناء وادي السيليكون خارج الوادي». على مدونة تك كرانش نيويورك الالكترونية. 
وهو يدعم ريادة الأعمال والابتكار من خلال رحلات Rise of the Rest Road ومؤسسته the Case Foundation.

## روابط خارجية
- ستيف كيس على موقع الموسوعة البريطانية (الإنجليزية)
- ستيف كيس على موقع مونزينجر (الألمانية)
- ستيف كيس على موقع إن إن دي بي (الإنجليزية)